# 1. polk Granatieri di Sardegna
1. polk Granatieri di Sardegna (italijansko 1° Reggimento "Granatieri di Sardegna"; dobesedno 1. polk Sardinski grenadirji) je mehanizirani polk Italijanske kopenske vojske, ki od leta 1993 sodeluje v različnih mednarodnih misijah (Somalija, Albanija, Kosovo, Bosna, Irak,...). Polk trenutno izvaja tudi protokolarne naloge v Rimu.
Trenutno je edini polk Italijanske kopenske vojske, ki ima v sestavi dva bataljona (vsi drugi imajo le enega). Polk tudi nadaljuje tradicijo glede zahtev pri vstopu v enoto: vojaki in podčastniki morajo biti visoki najmanj 190 cm in častniki najmanj 193 cm.

## Zgodovina
Polk nadaljuje tradicijo Gardnega polka (izvirno Reggimento delle Guardie), ki je bil ustanovljen 18. aprila 1659 v Kraljevini Sardiniji.
Trenutni polk je bil nazadnje ustanovljen oktobra 1992 z dvema mehaniziranima bataljonoma.

## Struktura
- poveljstvo (Rim)
- 1. bataljon "Assietta" (Rim)
- 2. bataljon "Cengio" (Spoleto)